# Pla de les Alzines Sureres

El Pla de les Alzines Sureres respecte del terme de Castellcir

El Pla de les Alzines Sureres és un pla agrícola i en part de bosc del terme municipal de Castellcir, al Moianès.
És a prop i a llevant del nord de la urbanització de la Roureda, a ponent de la masia de la Roca. S'hi origina, cap al sud, el Xaragall de les Alzines Sureres.

## Etimologia
Es tracta d'un topònim romànic modern de caràcter descriptiu: en aquest pla hi havia força alzines sureres.